# Fleskumsommeren
Fleskumsommeren var en kunstnerkoloni, der fandt sted på gården Fleskum i Bærum, Norge i løbet af sommeren 1886. Kunstnerne, som deltog i kolonien, var Christian Skredsvig, Kitty Kielland, Harriet Backer, Erik Werenskiold og Gerhard Munthe.

## Historie
I sommeren 1886 samledes en række norske kunstnere på Christian Skredsvigs gård Fleskum i Bærum, Norge. De centrale personer var, inkl. Skredsvig selv, Gerhard Munthe, Eilif Peterssen, Harriet Backer, Kitty Kielland og Erik Werenskiold. Fleskumsommeren er blevet et begreb indenfor norsk kunsthistorie og regnes med sine mange stemningsbilleder som starten på nyromantikken i norsk malerkunst.

## Malerier
Malerierne fra Fleskumsommeren er særlig karakteriseret ved at afbilde skumringen og den lyse sommernat. Kunstnerne arbejdede især plen-air.
Flere af værkerne, som kunstnerne skabte i løbet af sommeren, blev udstillet om efteråret på Høstutstillingen i 1886 på Nasjonalgalleriet i Oslo. Statens Museum for Kunst erhvervede to Fleskum-malerier, som også var med på denne udstilling, Oprensning af en grøft af Erik Werenskiold og Skt. Hansaften i Norge af Christian Skredsvig.